# Panaeolus subbalteatus
Panaeolus subbalteatus (Berk. & Broome) Sacc., 1887 è un fungo basidiomicete.

## Descrizione
Il corpo fruttifero è di colore ocra.

## Distribuzione e habitat
Questo fungo è diffuso in America e Asia, nelle regioni tropicali e subtropicali.

## Commestibilità
Contiene psilocibina e psilocina, che gli conferiscono effetti psichedelici.

## Tassonomia

### Sinonimi e binomi obsoleti
- Agaricus subbalteatus Berk. & Broome, Ann. Mag. nat. Hist., Ser. 3 7: 378 (1861)

### Specie simili
- Panaeolus sphinctrinus
- Panaeolus acuminatus
- Panaeolus semiovatus